# Église Notre-Dame-de-la-Victoire de Thuir
Pour les articles homonymes, voir Église Notre-Dame-de-la-Victoire.
L'église Notre-Dame-de-la-Victoire de Thuir est l'église située dans le centre de Thuir, dans le département français des Pyrénées-Orientales.

## Présentation
Elle a été construite, à la fin du XVIIe siècle et au début du XIXe siècle à l'emplacement de l'ancienne église Saint-Pierre qui datait du Xe siècle. Seuls restent quelques vestiges de l'église romane, comme une inscription du XIIIe siècle ou les fonts baptismaux datant de la même période.
Elle contient aussi un bénitier de 1708 et deux cloches de 1686. L'orgue date de 1864.

## Vierge noire de Thuir
On y trouve une statue de la Vierge à l’Enfant qui remonte aussi au XIIIe siècle et est attestée en 1567. Elle fait partie d'une famille de statues de plomb et d'étain, d'où sa couleur, et provenant du même moule.
Une légende rapporte qu'elle aurait été ramenée des Croisades par un seigneur de Montmorin. Elle se trouvait tout d'abord au monastère dit : el monastir del Camp, sur le territoire de Passà. Pendant la Révolution, elle fut sauvée de la destruction par Madame Foussat.
La légende lui prête, lorsqu'elle est en dernière extremité invoquée lors d'une procession à la mer, le pouvoir de lutter contre la sécheresse,.